# Thyridoplites fascipennis
Thyridoplites fascipennis är en stekelart som beskrevs av Heinrich 1968. Thyridoplites fascipennis ingår i släktet Thyridoplites och familjen brokparasitsteklar. Inga underarter finns listade i Catalogue of Life.